# O Burgo (Pontevedra)
O Burgo es un barrio de la ciudad española de Pontevedra. Es uno de los barrios más antiguos de la ciudad y está atravesado por el Camino de Santiago Portugués. A su derecha se encuentra la zona de A Xunqueira, con importantes equipamientos educativos y culturales.

## Localización
O Burgo es un barrio situado al norte de la ciudad, en la margen derecha del río Lérez. Su eje principal es la avenida de La Coruña y la calle Juan Bautista Andrade, así como la avenida de Compostela a la derecha, que lo separa de la zona de A Xunqueira. Al sur, el barrio está delimitado por el Paseo de Domingo Fontán.

## Etimología
El nombre del barrio viene de la palabra burgo que tiene el significado de "población" y procede de un término germánico equivalente a fortaleza. En Pontevedra hace referencia al Burgo Pequeno, uno de los tres arrabales de la ciudad durante la Edad Media.

## Historia
O Burgo, junto al puente que lleva su nombre y a orillas del Lérez, ha sido un punto estratégico de Pontevedra desde la época de los romanos (por aquí pasaba la Vía XIX), y desde la Edad Media constituye una de las entradas a la ciudad desde el norte, así como punto de paso del Camino de peregrinación Portugués. El núcleo de población se formó en la Edad Media alrededor de un recinto fortificado unido al puente.
En el siglo XII, el puente del Burgo sustituyó al antiguo puente romano, que estaba en ruinas. El Burgo Pequeno fue el primero de los tres arrabales de la ciudad. La formación de este nuevo asentamiento, aunque pequeño, hizo que el puente sirviera de enlace entre la ciudad y el barrio, que se convirtió en una especie de extensión urbana. El arrabal se desarrolló con la ermita de San Jacobo o Santiago del Burgo como centro. Su economía se basaba en la viticultura, apoyada por la presencia de un molino en el siglo XV, y por su proximidad y relación con el monasterio de San Salvador de Lérez.
En la Edad Media, O Burgo se convirtió en parada obligatoria para los peregrinos que se dirigían a Santiago de Compostela desde Portugal. Cuenta la leyenda que el Apóstol Santiago, en su peregrinación a Santiago de Compostela, se sintió cansado y se detuvo en O Burgo, donde fue atendido y alojado hasta que se recuperó y pudo continuar su viaje. En agradecimiento por la ayuda recibida, el santo dijo a los dueños de la casa donde descansó que allí madurarían cada año las primeras uvas y el primer maíz de cada cosecha.
A finales del siglo XVIII, el arrabal lineal de O Burgo, de origen medieval, comenzó a cobrar cierta importancia. El 16 de diciembre de 1811 nació en O Burgo Juan Manuel Pintos, escritor y lexicógrafo, uno de los autores del Rexurdimento. En 1881 se iniciaron las obras de un malecón entre el puente del Burgo y A Caeira. En 1898, el barrio creció con la construcción de una carretera entre O Burgo y A Caeira.
El campo de deportes de O Burgo se inauguró el 16 de octubre de 1919 con un partido de fútbol entre el Pontevedra Athletic y el Real Coruña. El campo se convirtió en el recinto polideportivo por excelencia de la ciudad. En 1949 la carretera conocida como Camino de Santiago o Camino del Burgo pasó a llamarse Avenida de La Coruña. En 1960, el Ayuntamiento compró el estadio, que se convirtió en el actual Estadio de Pasarón. El 13 de julio de 1968 se inauguró en el barrio el Pabellón Municipal de Deportes de Pontevedra.
En 1957 se bautizó la calle correspondiente al tramo de la N-550 comprendido entre la avenida de La Coruña y la calle Médico Ballina en Lérez con el nombre de calle Juan Bautista Andrade (1879-1930) en recuerdo de este poeta pontevedrés y funcionario municipal que tenía en esta calle su domicilio familiar. A partir de 1970 se realizaron rellenos en la calle Santiña, como parte de la urbanización del barrio.
El 10 de septiembre de 1983 se inauguró el Puente de Santiago para descongestionar el Puente del Burgo y dar un nuevo acceso al centro de la ciudad.
En septiembre de 1986 se derribó la antigua capilla del Burgo y en abril de 1987 comenzó la construcción de una nueva capilla que integró la fachada del antiguo edificio.
El 3 de julio de 1987 se inauguró la avenida de Compostela, de cuatro carriles, que proporcionó una nueva salida a la ciudad desde el norte en dirección a Santiago de Compostela y La Coruña. En 1993 se urbanizaron terrenos al norte de A Xunqueira para el campus Universitario de Pontevedra. El 26 de mayo de 1995 se inauguró un nuevo puente que conectó esta parte de la ciudad con la margen izquierda de la ría, el puente de los Tirantes.
En 1996 se creó en el barrio la parroquia de Santiago del Burgo.
En 2009 se instaló cerca del puente del Burgo el Monumento a Diosiño (el acordeonista César Dios), un busto de 1,70 metros de altura realizado por el escultor Alfonso Vilar Lamelas.
En el verano de 2020 se inauguró la peatonalización del Puente del Burgo, que mejoró la conexión del barrio con el centro histórico y el centro de la ciudad.

## Urbanismo

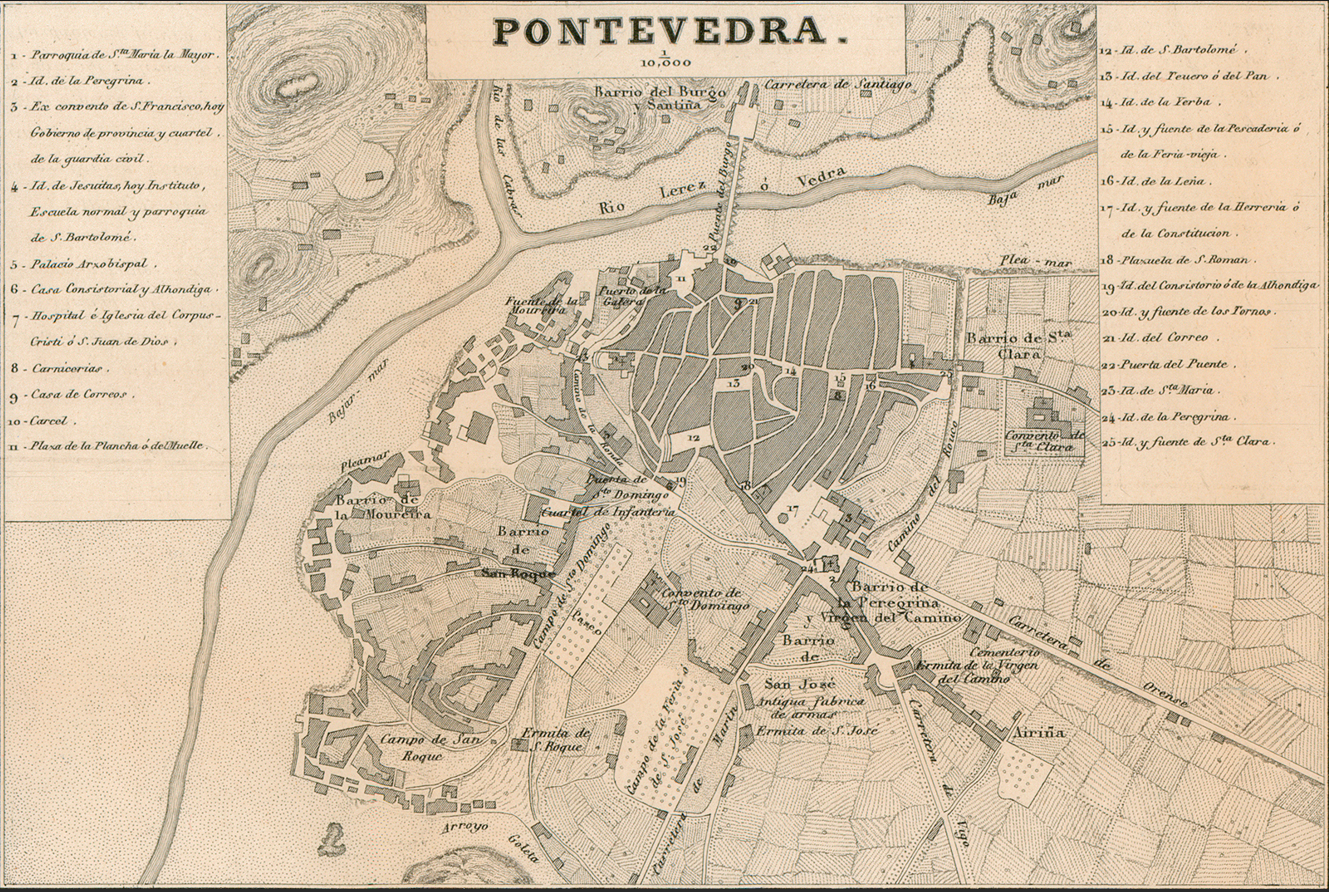
Plano de Pontevedra en 1856 con el barrio de O Burgo en el norte de la ciudad.

O Burgo es el barrio pontevedrés situado en la margen derecha del río Lérez. Se organiza longitudinalmente desde el puente del Burgo, a lo largo de la avenida de La Coruña y la calle Juan Bautista Andrade. El paseo de Domingo Fontán discurre por la ribera del Lérez y el Camino Portugués por la calle Santiña. Al este, la avenida de Compostela separa el barrio de O Burgo de la zona de A Xunqueira, que está unida al puente de los Tirantes por la calle Alexandre Bóveda.
Frente al estadio de Pasarón se encuentra el Parque de Pasarón y al oeste el Parque Natural de las Marismas de Alba. En la parte trasera del Pabellón Municipal de Deportes de Pontevedra hay una pista de petanca. En la zona de A Xunqueira se encuentra el Parque Rosalía de Castro y el Parque de la Isla de las Esculturas, uno de los más grandes de la ciudad.
En el número 20 de la Avenida de La Coruña se encuentra la Casa Sanz Díaz, un edificio modernista de principios del siglo XX del arquitecto Antonio López Hernández. Dispone de pilastras y tres balcones con pinjantes vegetales y remate de balaustrada calada con florones.

## Servicios

### Deportes y ocio
O Burgo cuenta con las instalaciones deportivas más importantes de la ciudad:
- Estadio de Pasarón: inaugurado en 1965, fue completamente reformado en 2006.[9]
- Pabellón Municipal de Deportes de Pontevedra: inaugurado en 1968, fue diseñado por el arquitecto Alejandro de la Sota Martínez.[26]
- En la zona de A Xunqueira hay varios campos de fútbol (uno de ellos de césped artificial)[27][28] y un pabellón polideportivo.[29]

### Centros e instituciones educativas
La zona de A Xunqueira cuenta con importantes infraestructuras educativas y es en ella donde se concentra la mayor parte de la oferta educativa de la ciudad. En este sector se localizan:
- dos colegios: A Xunqueira 1 y A Xunqueira 2.
- dos institutos de educación secundaria: A Xunqueira 1 y A Xunqueira 2.
- un centro integrado de formación profesional.
- la Escuela Oficial de Idiomas de la ciudad.
- el Centro de Formación del Profesorado de la Junta de Galicia.
- el campus de A Xunqueira, con 4 facultades, 1 escuela de ingeniería y una guardería de la Junta de Galicia.

### Otras instalaciones
Al oeste, junto al parque natural de las Marismas de Alba, se encuentra el centro de exámenes de la Dirección Provincial de Tráfico, en la calle Martín Códax. O Burgo cuenta también con un centro social para los vecinos del barrio. En el barrio hay además una iglesia parroquial: Santiago Peregrino del Burgo.
En la zona de A Xunqueira existen importantes equipamientos culturales: el Palacio de Congresos de Pontevedra y el Recinto Ferial de Pontevedra.

## Fiestas y manifestaciones culturales
Las fiestas del barrio se celebran todos los años en torno al 25 de julio, así como la tradicional ofrenda de las uvas y el maíz al Apóstol Santiago. El 25 de julio se realiza la procesión del apóstol Santiago en la que la imagen de Santiago Peregrino recorre las calles del barrio, acompañado de gigantes y cabezudos.

## Galería de imágenes

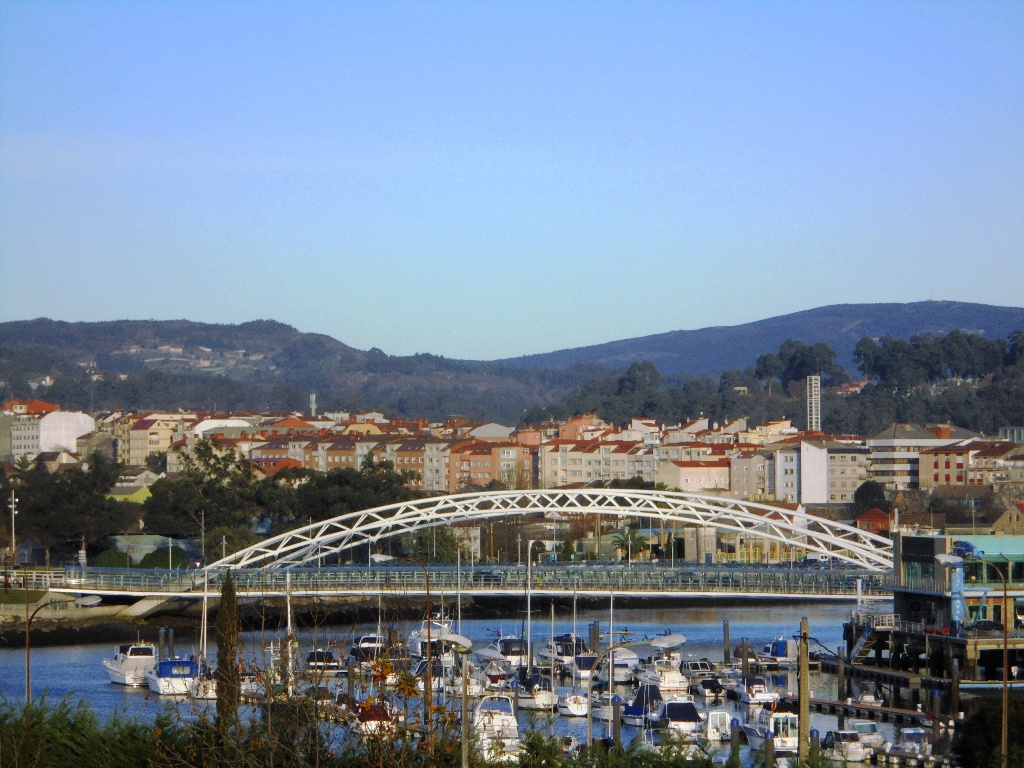
O Burgo, el puente de las Corrientes y el puerto deportivo
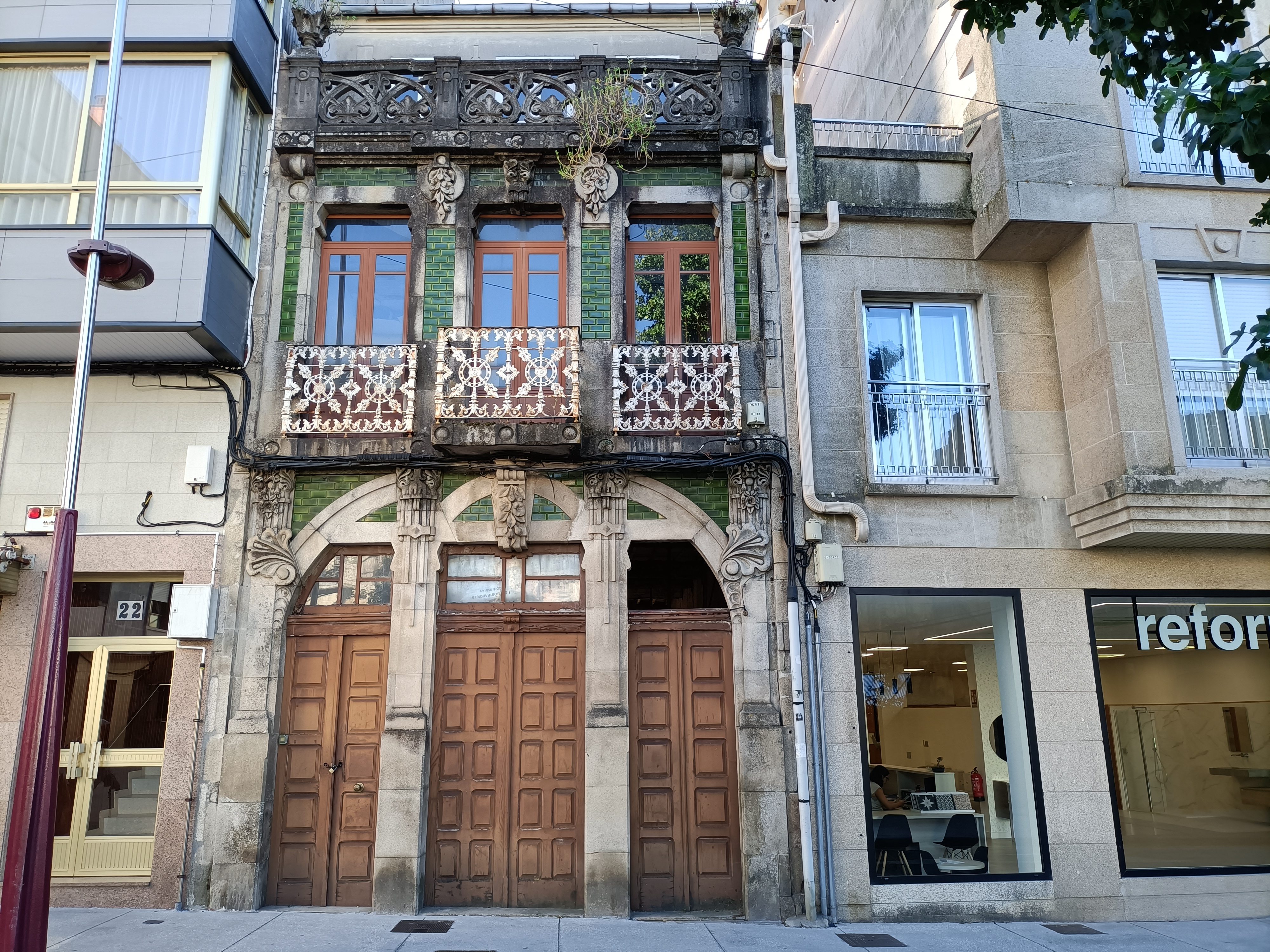
Casa modernista Sanz Díaz
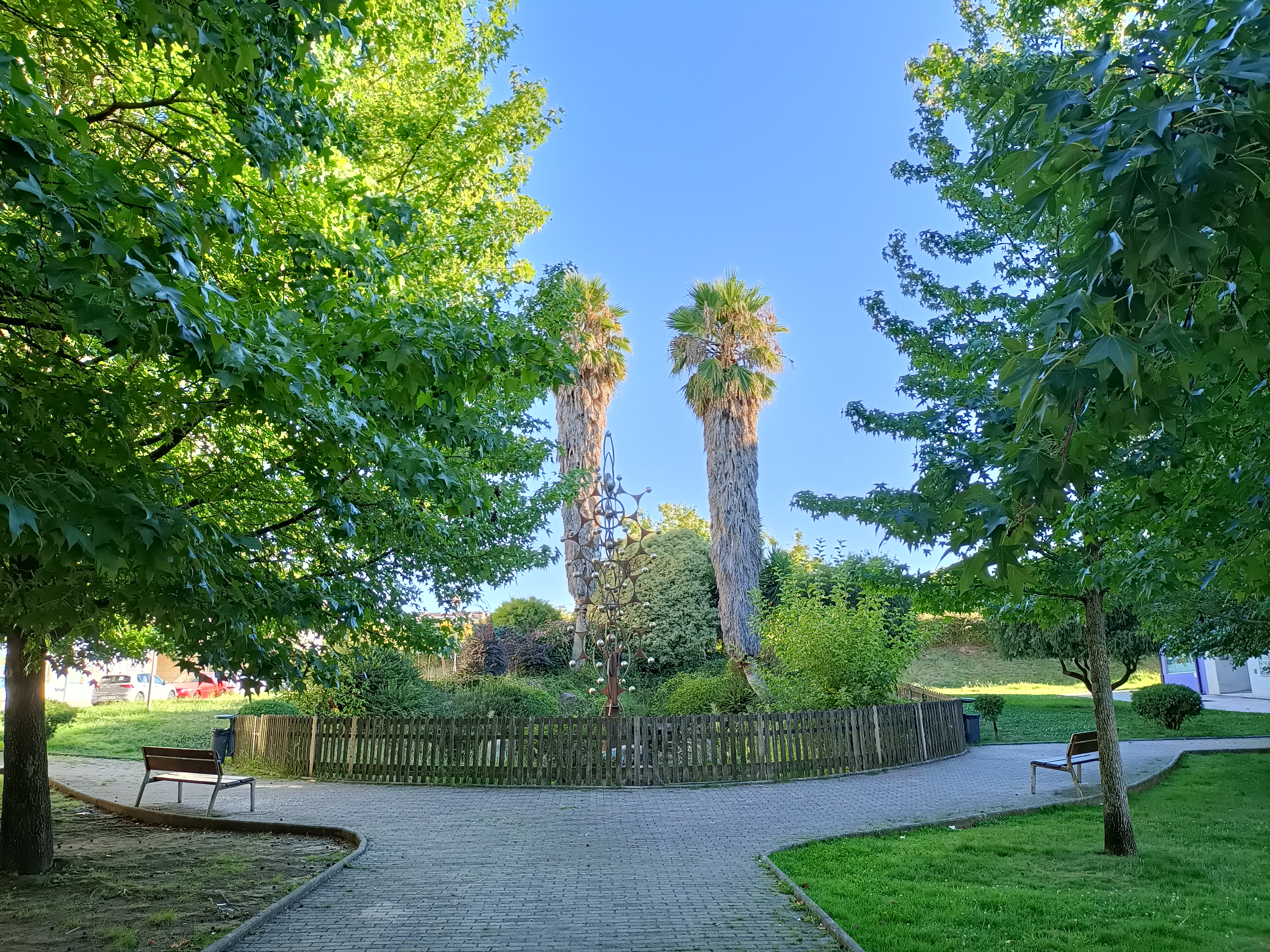
Parque de Pasarón
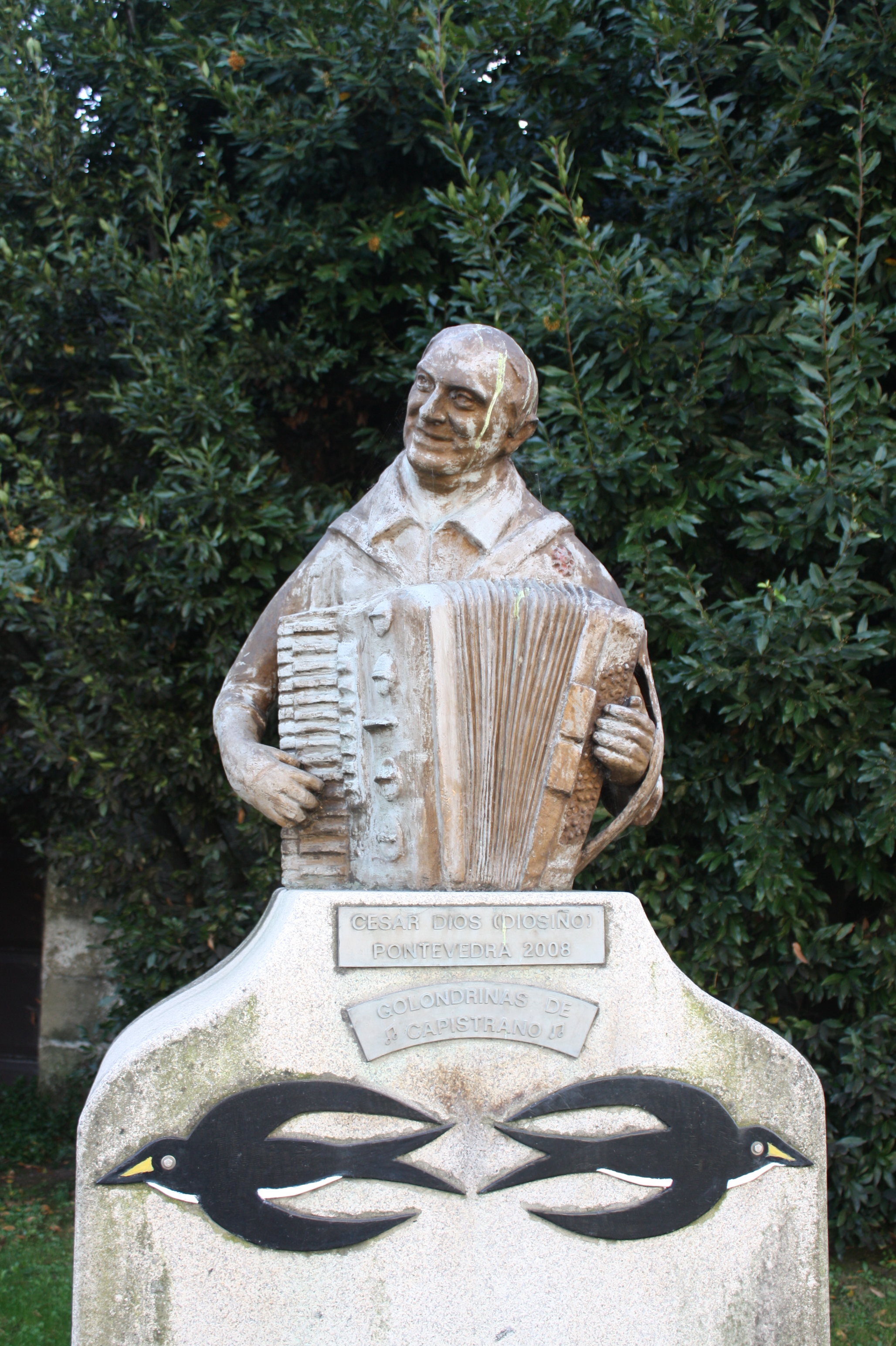
Busto de Diosiño
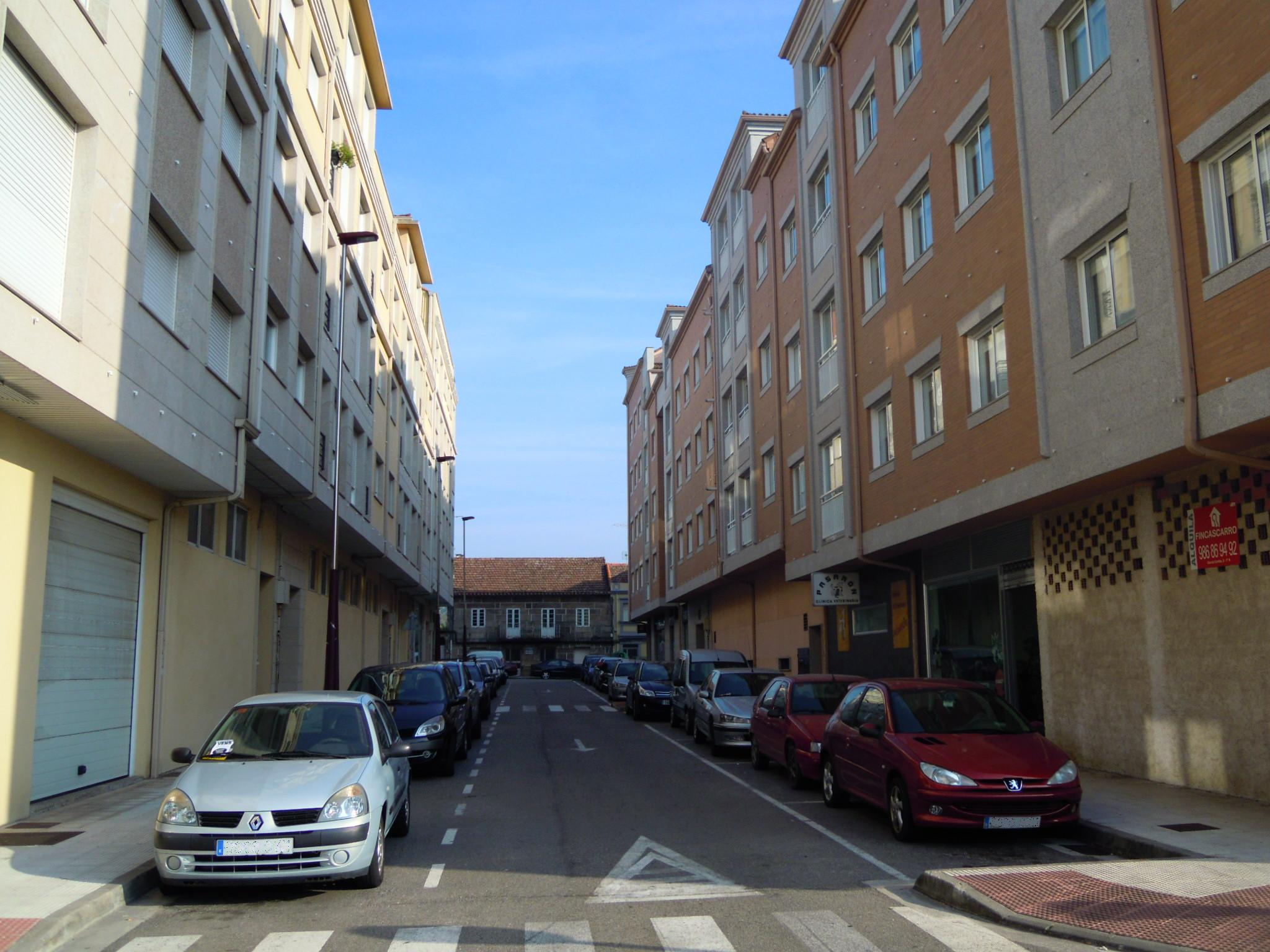
Calle Valentín Paz Andrade
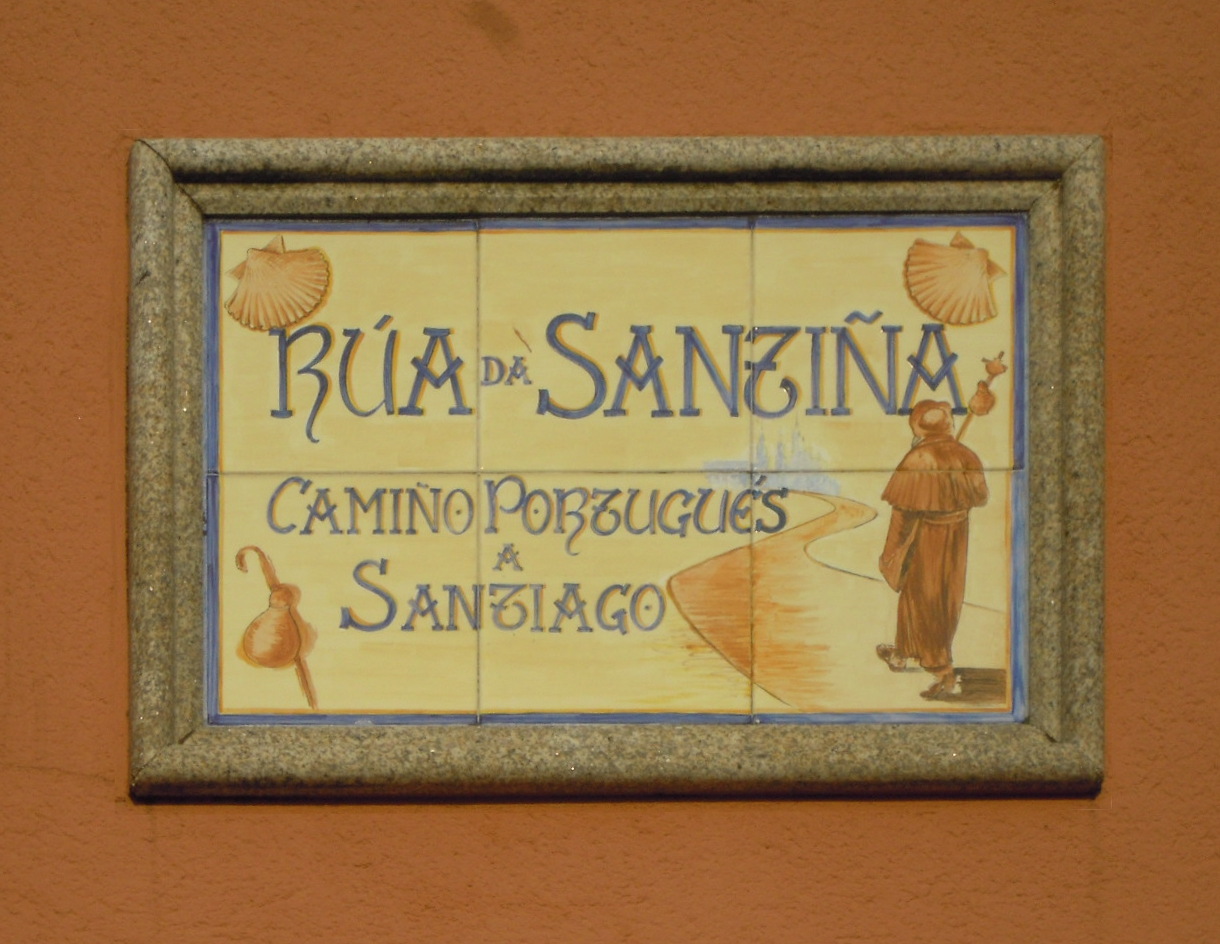
Placa de la calle de la Santiña, en el Camino Portugués
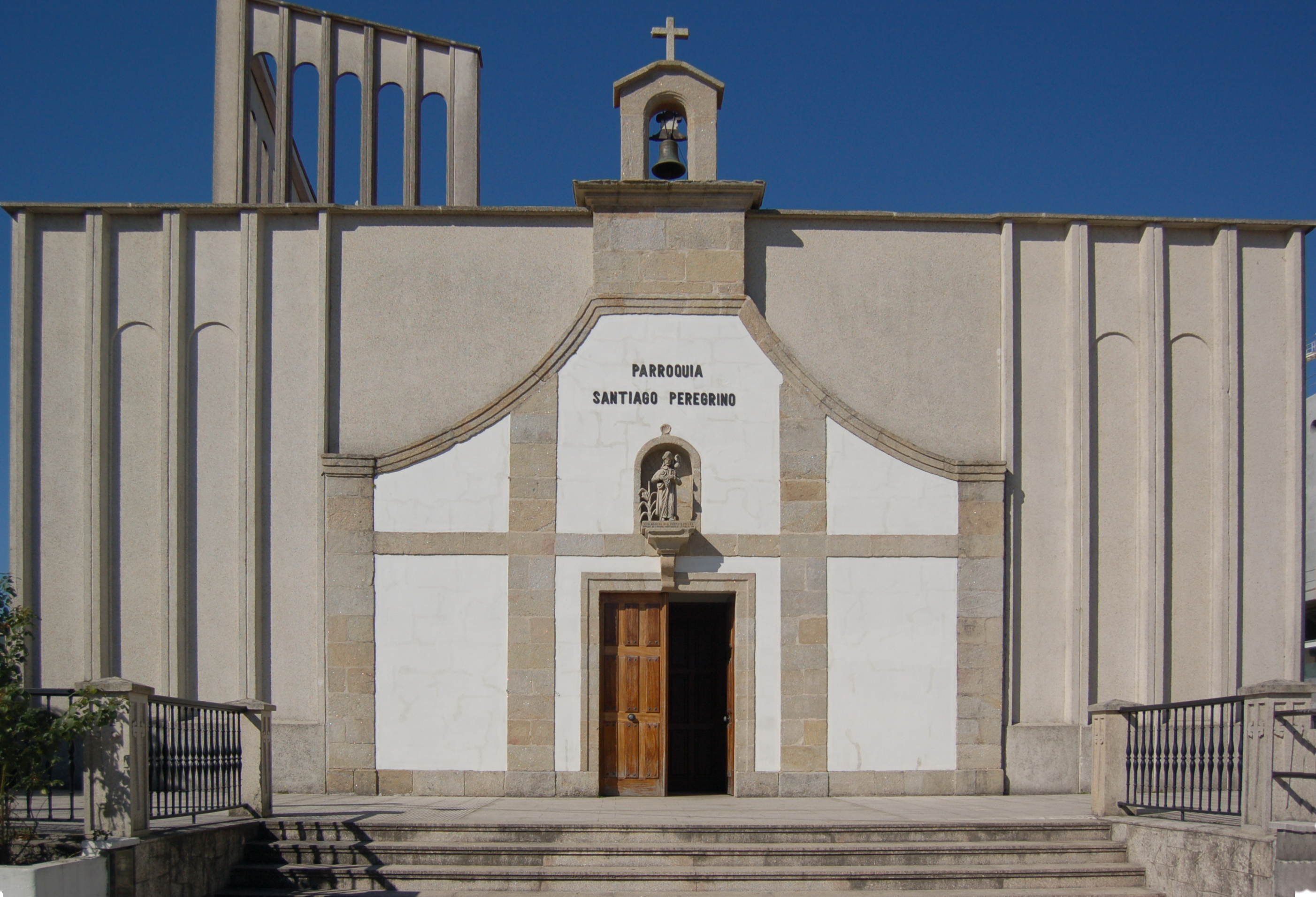
Iglesia de Santiago Peregrino do Burgo
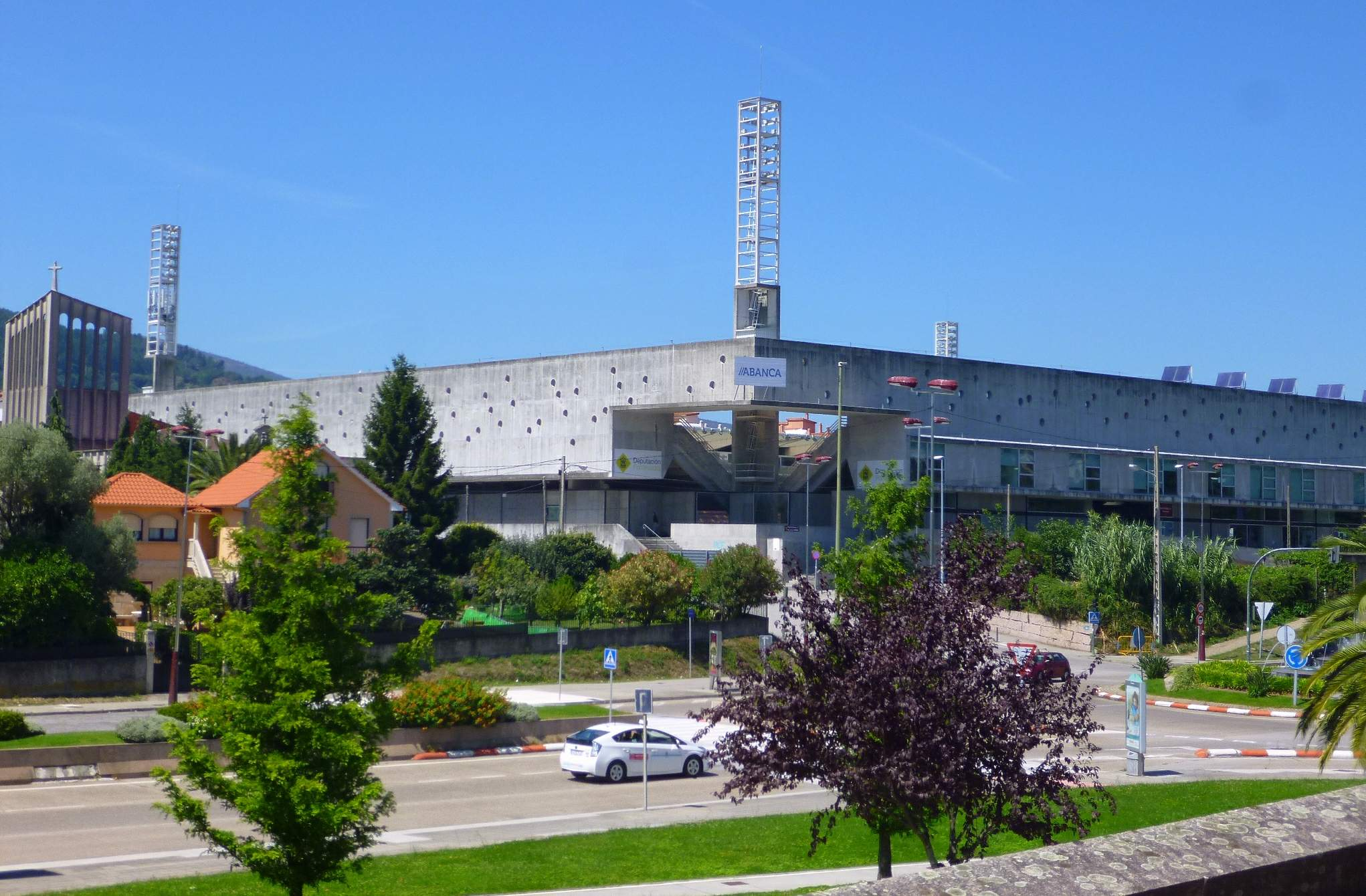
Estadio de Pasarón
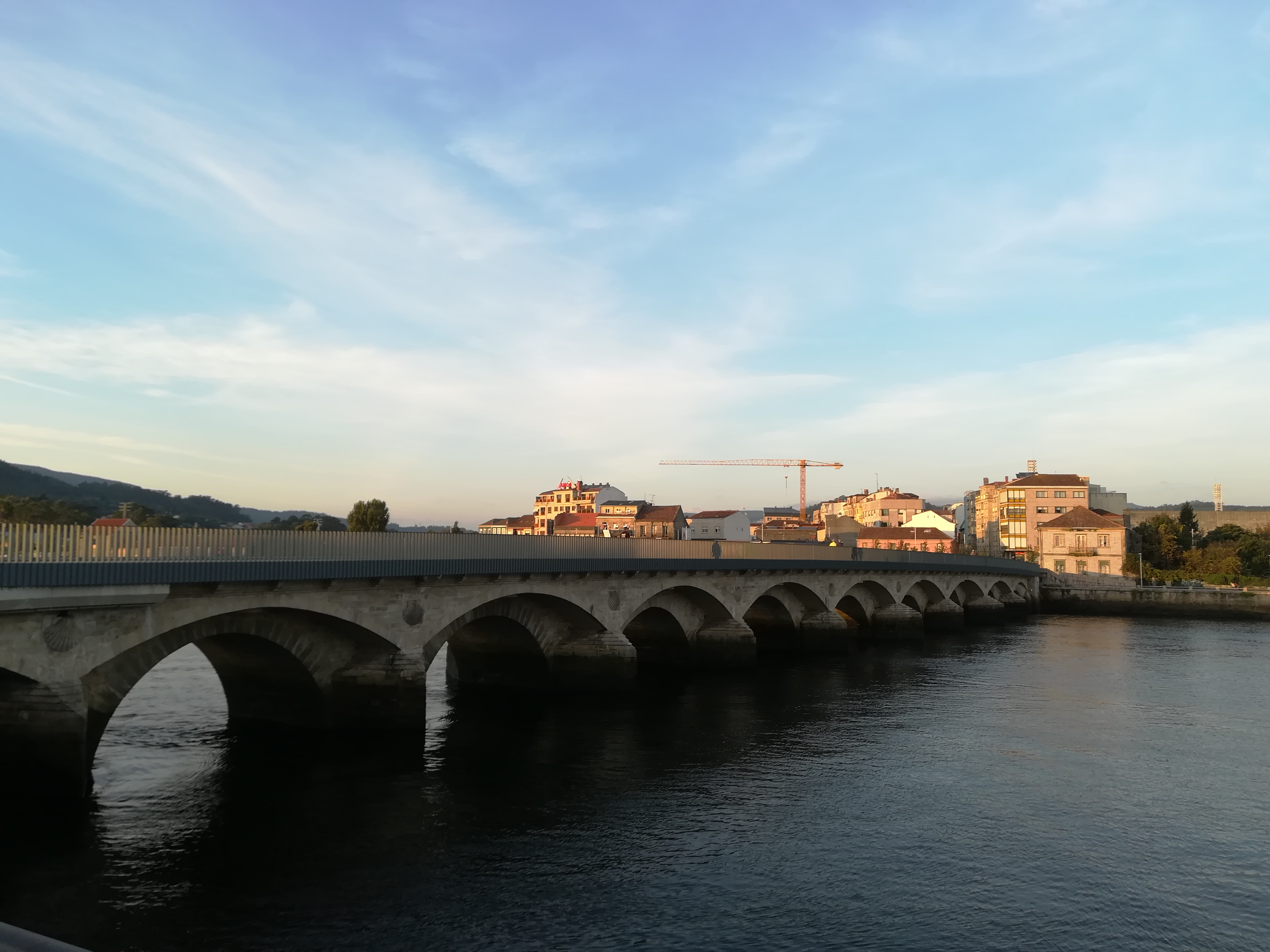
Puente del Burgo y barrio homónimo al fondo
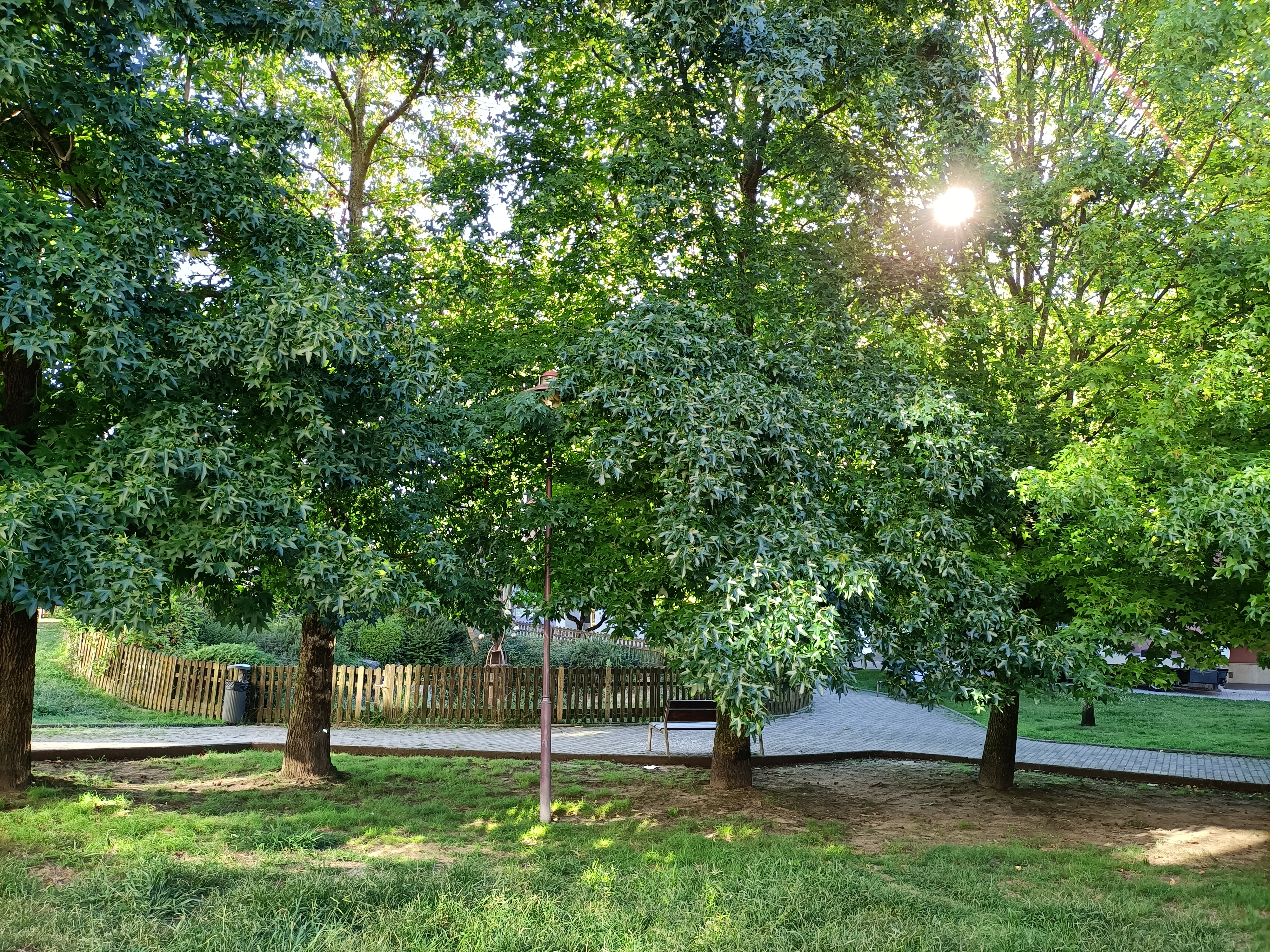
Parque de Pasarón
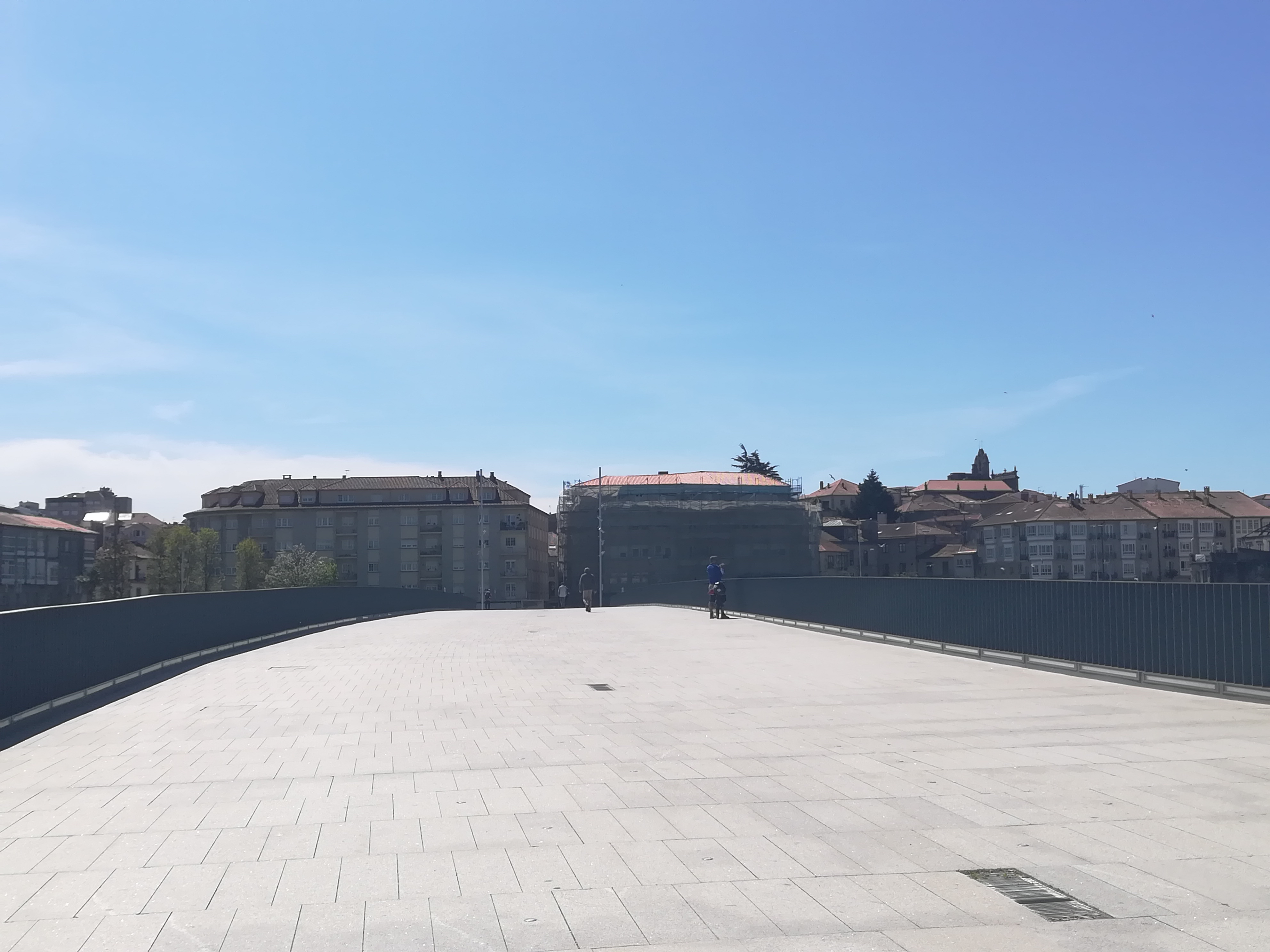
Puente del Burgo peatonal
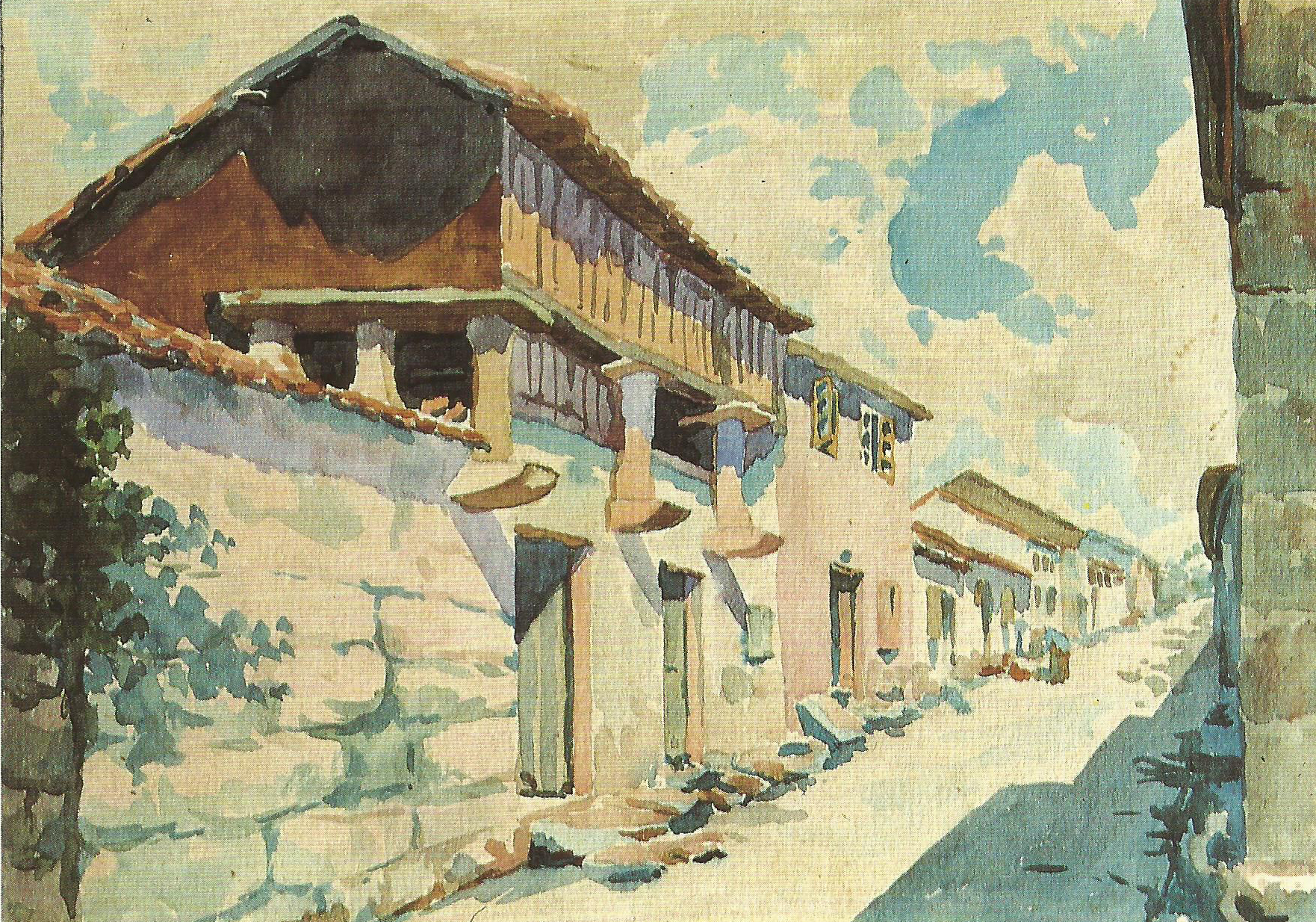
La calle Santiña en 1908, por Enrique Campo
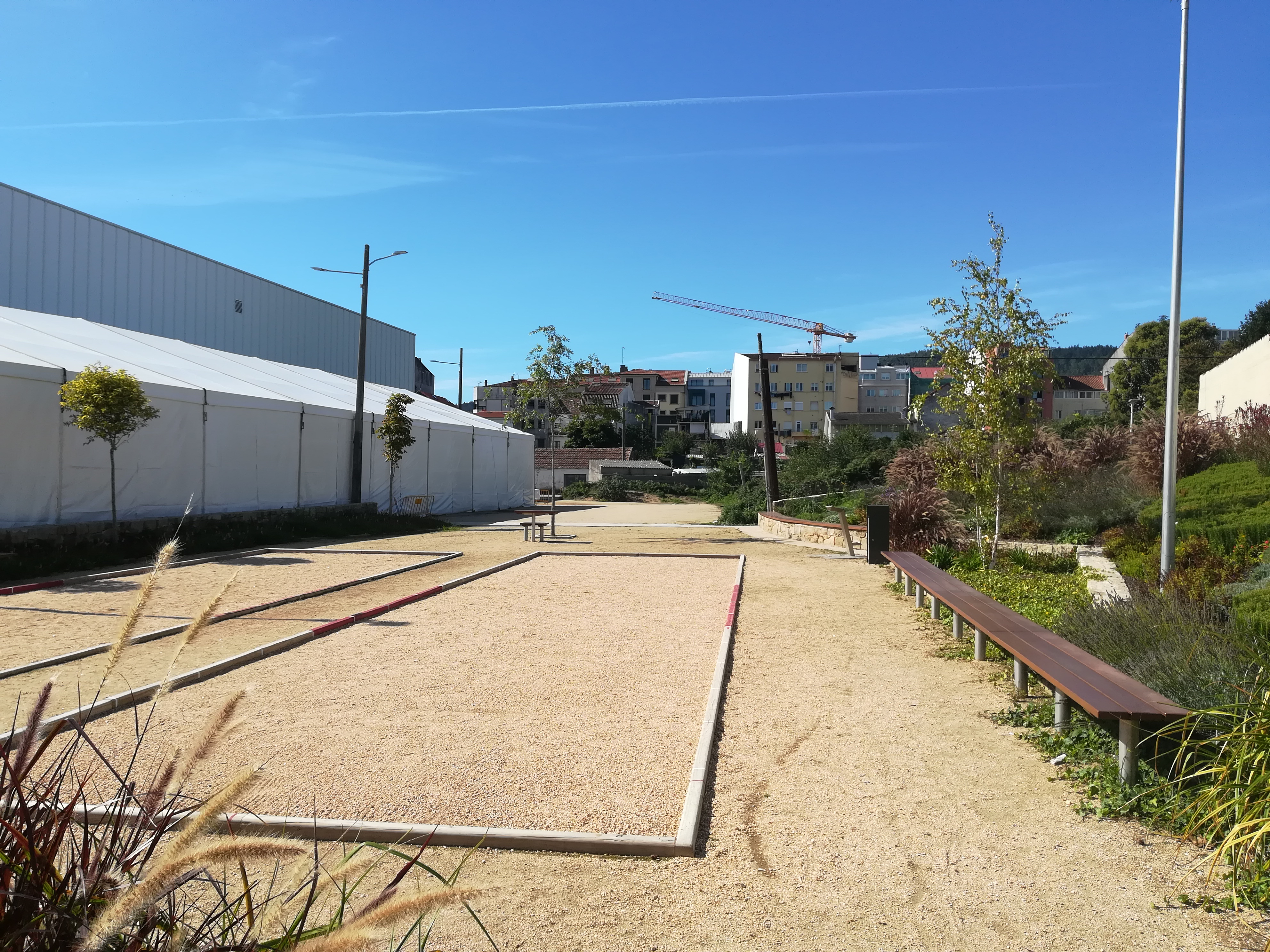
Pista de petanca
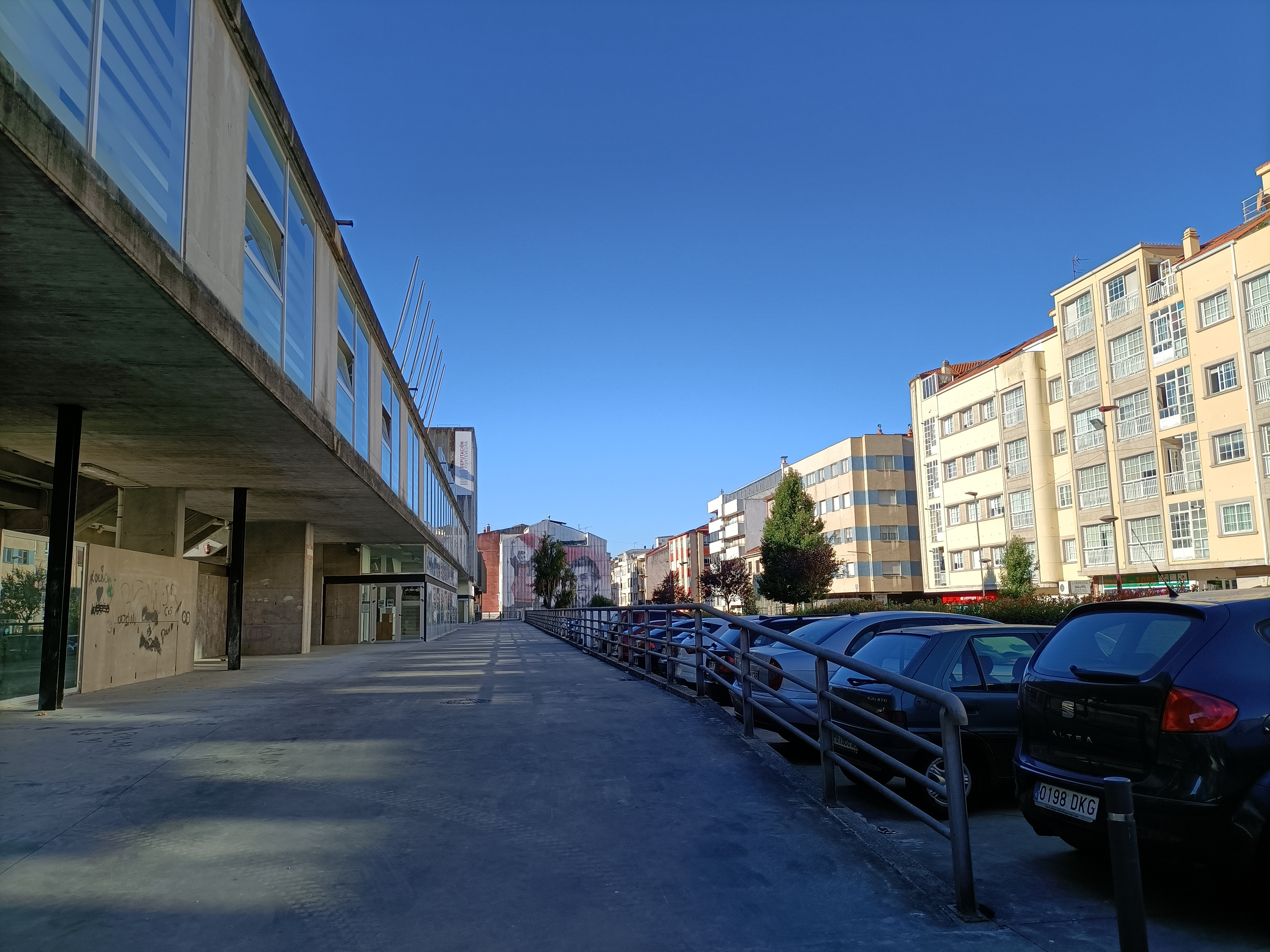
Avenida de La Coruña y Estadio de Pasarón
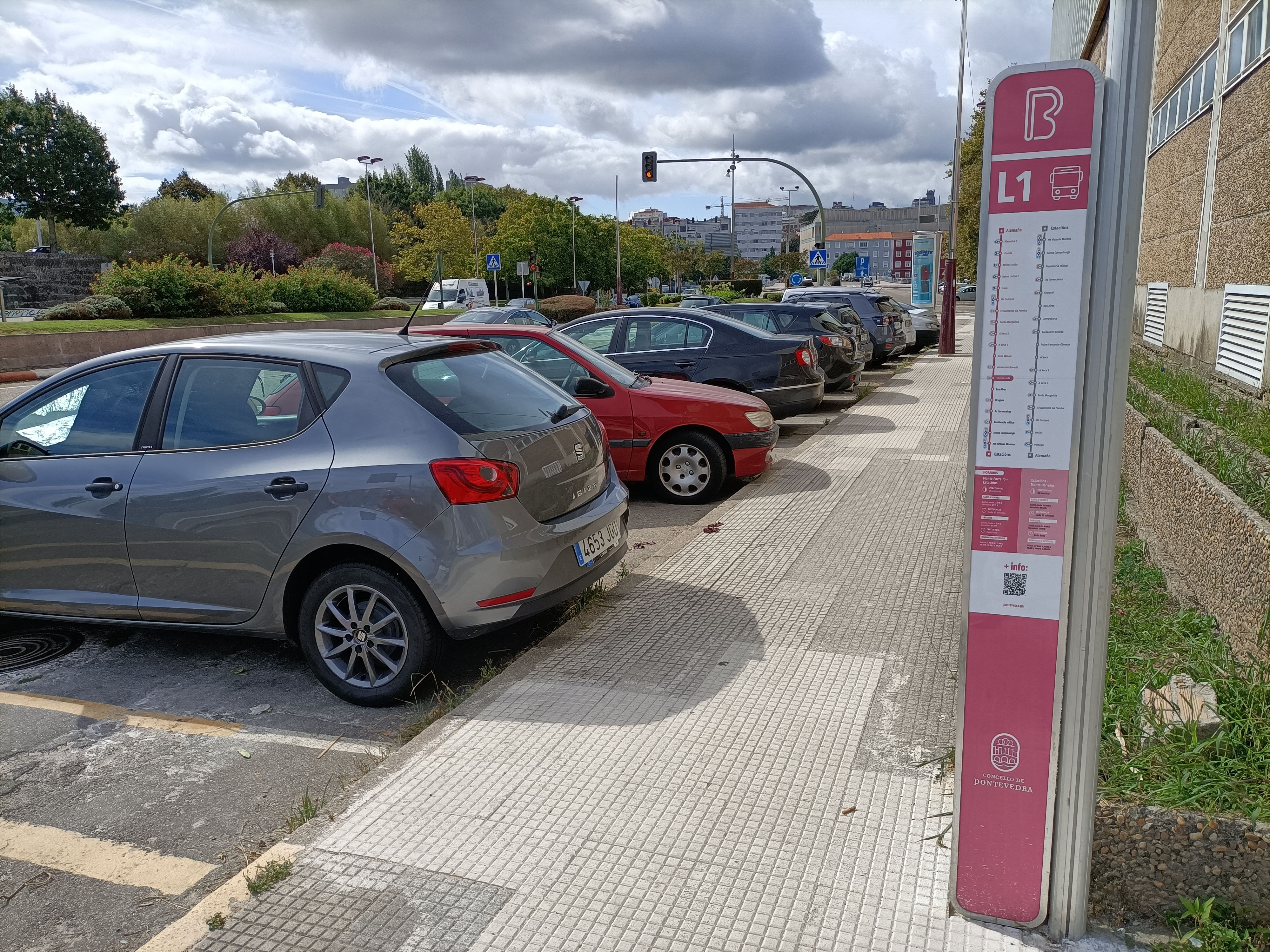
Parada de la línea 1 de autobuses urbanos